# Кізім Петро Анатолійович
Петро́ Анато́лійович Кізі́м (нар. 3 червня 1991, с. Олександрівка, Маловисківський район, Кіровоградська область, Українська РСР — пом. 3 березня 2015, с. Гранітне, Волноваський район, Донецька область, Україна) — український військовослужбовець, танкіст, сержант Збройних сил України.

## Життєвий шлях
Народився 1991 року в селі Олександрівка на Кіровоградщині. Закінчив Олександрівську загальноосвітню школу. У багатодітній родині Кізімів виховувались шестеро дітей. Після смерті батьків переїхав на постійне проживання на Черкащину, до родини тітки в смт Цибулів. Працював слюсарем на Цибулівському цукровому заводі. 2011 проходив строкову військову службу в лавах ЗСУ. Одружився.
У зв'язку з російською збройною агресією проти України 14 березня 2014 був призваний за частковою мобілізацією.
Солдат, головний сержант взводу — командир бойової машини (танк) 7-го взводу 6-ї механізованої роти 2-го механізованого батальйону 72-ї окремої механізованої бригади, в/ч А2167, м. Біла Церква. Брав участь у боях у районі Амвросіївки на кордоні з РФ, Волновахи та населених пунктів Волноваського району.
Загинув 3 березня 2015 близько 15:30, під час перевезення продуктів на автомобілі ЗІЛ-131 до взводного опорного пункту поблизу села Гранітного Волноваського району. Вантажівку обстріляли терористи з РПГ (за іншими даними, з ПТРК). Солдат Кізім загинув, ще двоє військовиків дістали поранення, автомобіль знищено. Обстріл вівся з району на 3,5 км західніше с. Первомайського (балка Глибока).
На Маловисківщині, де народився Петро Кізим, до глибокої ночі його чекали кілька сотень земляків, аби віддати останню шану Герою, перш ніж бойові побратими повезуть загиблого на Черкащину. 7 березня в Цибулеві воїна проводжали в останню дорогу на колінах, з військовими почестями. Похований на кладовищі Цибулєва.
Залишилися дружина Ірина та маленький син Андрійко, брати та сестри.

## Нагороди та відзнаки
- За особисту мужність і високий професіоналізм, виявлені у захисті державного суверенітету та територіальної цілісності України, вірність військовій присязі, нагороджений орденом «За мужність» III ступеня (23.05.2015, посмертно)[5].
- Нагороджений почесною Грамотою Черкаської облради та відзнакою «За заслуги перед Черкащиною» (посмертно)[6].

## Вшанування пам'яті
1 вересня 2015 в рідному селі Олександрівка на будівлі Олександрівського НВК встановлено меморіальну дошку на честь випускника школи Петра Кізіма. Іменем Петра Кізіма названо шкільну дитячу організацію «Козацька родина».
У червні 2016 Маловисківська міська рада ухвалила рішення про перейменування вулиці Радянської в селі Олександрівка Маловисківської міської територіальної громади на вулицю Петра Кізіма.